# 5106 Мортенсен
5106 Мортенсен (5106 Mortensen) — астероїд головного поясу, відкритий 19 лютого 1987 року.
Тіссеранів параметр щодо Юпітера — 3,207.